# تشلفرد (تشيشير)
تشلفرد (بالإنجليزية: Chelford)‏ هي قرية وأبرشية مدنية تقع في المملكة المتحدة في إنجلترا. يقدر عدد سكانها بـ 1,254 نسمة .